# Gil de Alvarado y Benavides
Funcionario indiano, nacido en Antigua Guatemala hacia 1605 y fallecido en Barva, Costa Rica, el 17 de septiembre de 1670. Fue hijo del Sargento Mayor Jorge de Alvarado y Villafaña, gobernador de Honduras, y Juana de Benavides, vecina de Guatemala. Fue el fundador de la familia de Alvarado en Costa Rica, donde se estableció en 1628. Casó entre 1633 y 1636 con Juana de Vera y Sotomayor (1610-1684), hija del Sargento Mayor García Ramiro Corajo y de Juana de Vera y Sotomayor. 
En las milicias llegó a alcanzar el grado de alférez. Fue Corregidor de Pacaca en 1629, Corregidor de Turrialba en 1632 y 1638, alcalde segundo de Cartago en 1639, Corregidor de Chirripó en 1646 y Corregidor de Aserrí en 1651. Posteriormente se estableció en el valle de Barva, donde tenía una casa y tierras a fines de 1665, época en la que ya estaba ciego.
- Datos: Q5879545